# Категорії об'єктів природно-заповідного фонду України
Природно-заповідний фонд України включає різні за рангом і призначенням території і об'єкти. Згідно з Закону України про ПЗФ, розрізняють 7 типів територій і об'єктів, які поділяють на дві групи: природні та штучно створені.
Верховною Радою України 16 червня 1992 року ухвалено Закон України «Про природно-заповідний фонд» № 2456-XII, яким визначені такі категорії об'єктів природно-заповідного фонду України, складені на основі категорій природоохоронних територій МСОП:

## Природні території й об'єкти

### Природні заповідники

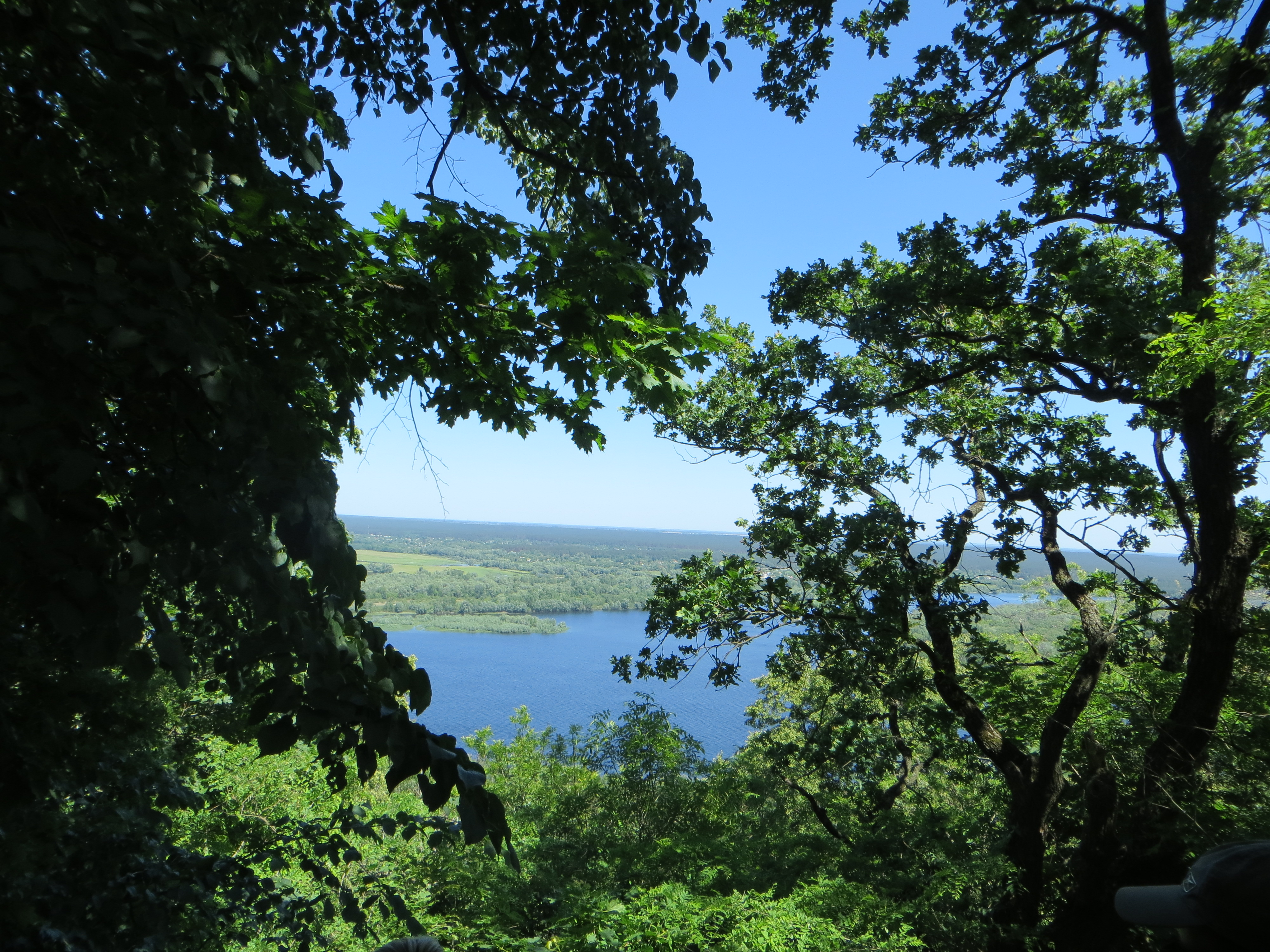
Канівський природний заповідник

Природоохоронні, науково-дослідні установи загальнодержавного значення, що створюються з метою збереження в природному стані типових або унікальних для даної ландшафтної зони природних комплексів з усією сукупністю їх компонентів, вивчення природних процесів і явищ, що відбуваються в них, розробки наукових засад охорони навколишнього природного середовища, ефективного використання природних ресурсів та екологічної безпеки.
На території України є 19 природних заповідників загальною площею понад 160000 га. Найбільшими з них: Розточчя, Медобори, Канівський, Казантипський тощо.

### Біосферні заповідники

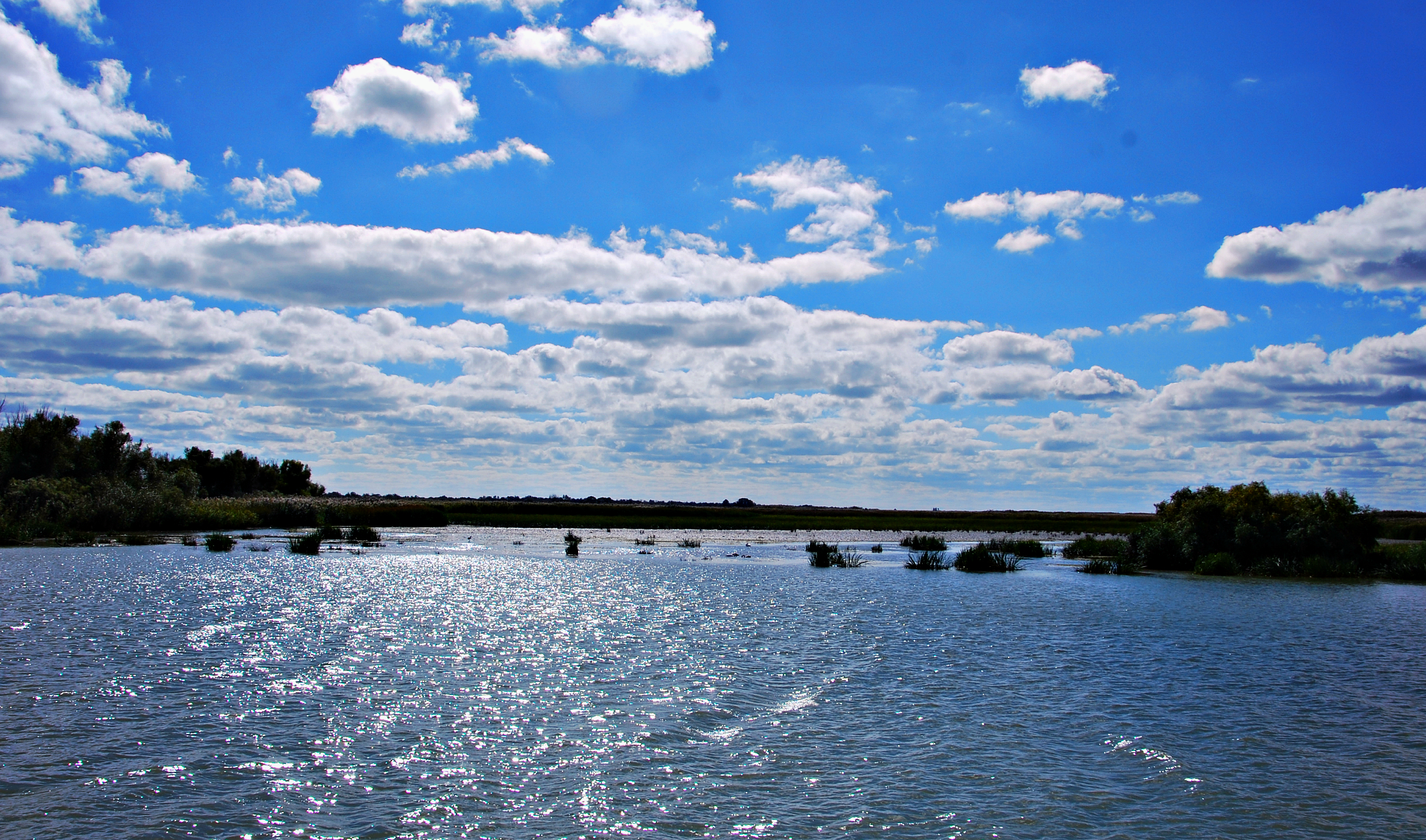
Дунайський біосферний заповідник

Природоохоронні, науково-дослідні установи міжнародного значення, що створюються з метою збереження в природному стані найтиповіших природних комплексів біосфери, здійснення фонового екологічного моніторингу, вивчення навколишнього природного середовища, його змін під дією антропогенних факторів.
В Україні існує 5 біосферних заповідників:
- Біосферний заповідник Асканія-Нова є найдавнішим (заснований в 1874 році) в Україні. В заповіднику збереглись унікальні ландшафти степів України до їх змін в результаті господарської діяльності людини.
- Карпатський біосферний заповідник створений у 1968 році для збереження унікальних гірських ландшафтів Карпат. Заповідник має у своєму складі кілька масивів загальною площею 53630 га. В заповіднику збереглася унікальна флора й фауна Українських Карпат.
- Чорноморський біосферний заповідник створений у 1927 році. Площа — 64806 га. Розташований на північному узбережжі Чорного моря, охоплює акваторію та дрібні острови у Тендрівській і Ягорлицькій затоках (о. Вовчий, о. Кривий та інші). Заповідник охороняє величезні території масового гніздування птахів.
- Дунайський біосферний заповідник почав своє існування з 1976 року. На території України він має площу 120000 га і продовжується в Румунії. Заповідник охороняє гирло Дунаю з його численними колоніями птахів.
- Чорнобильський радіаційно-екологічний біосферний заповідник.

### Національні природні парки

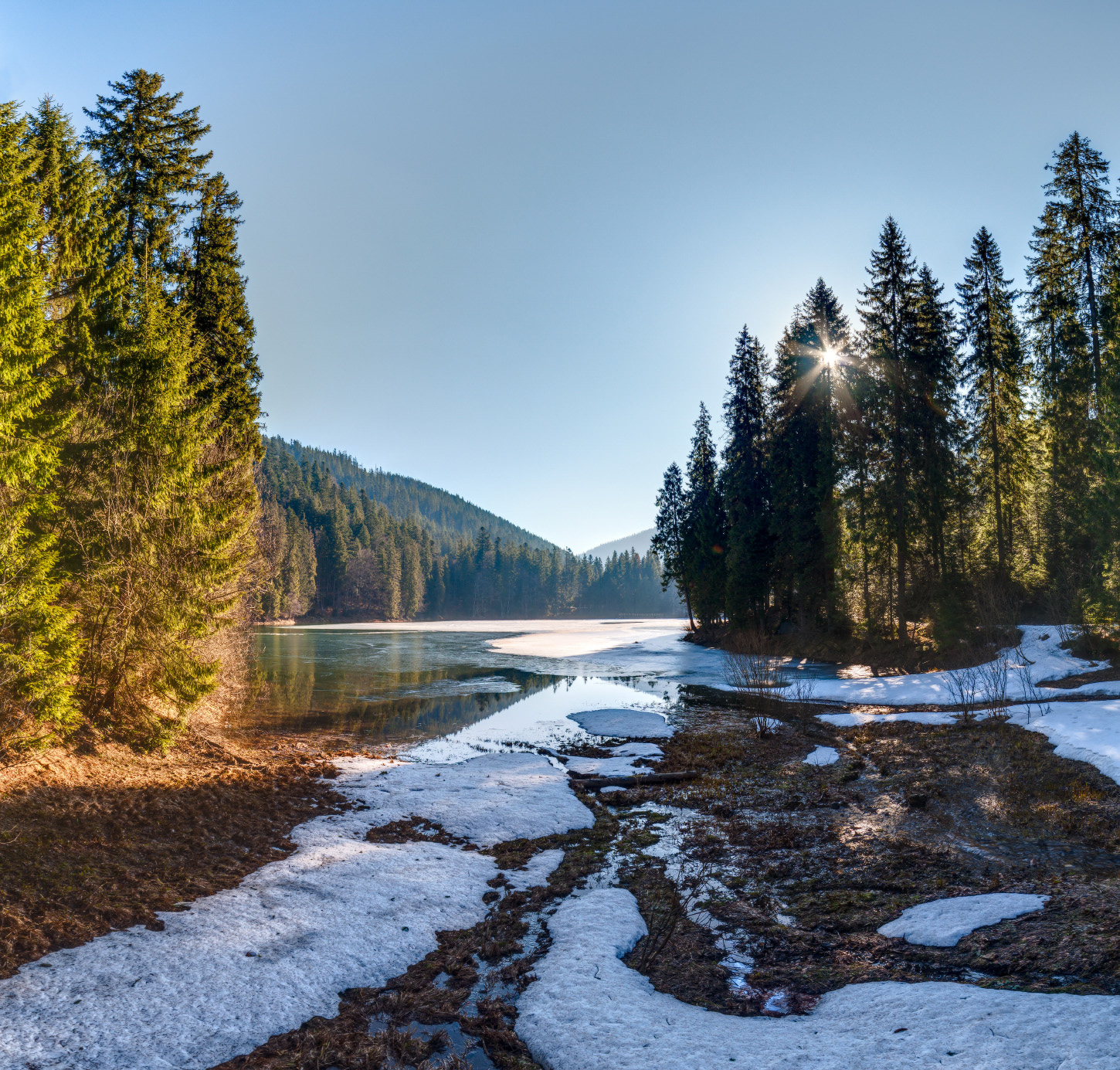
Національний природний парк Синевир

природоохоронні, рекреаційні, культурно-освітні, науково-дослідні установи загальнодержавного значення, що створюються з метою збереження, відтворення і ефективного використання природних комплексів та об'єктів, які мають особливу природоохоронну, оздоровчу, історико-культурну, наукову, освітню та естетичну цінність.
В Україні налічується понад 49 національних природних парків. Найбільше їх у Карпатах: Карпатський, Синевир, Ужанський, Сколівські Бескиди, Яворівський, Гуцульщина. Величезні площі займає національний природний парк Подільські Товтри в Хмельницькій області. Шацький природний заповідник створений на Поліссі. Коса Бирючий острів і східна частина Сиваської затоки належить до території Азово-Сиваського національного природного парку. На Лівобережній Україні створено національні природні парки  — Деснянсько-Старогутський, Ічнянський, Гомільшанські ліси, Святі гори.

### Регіональні ландшафтні парки
Природоохоронні рекреаційні установи місцевого чи регіонального значення, що створюються з метою збереження в природному стані типових або унікальних природних комплексів та об'єктів, а також забезпечення умов для організованого відпочинку населення.

### Заказники

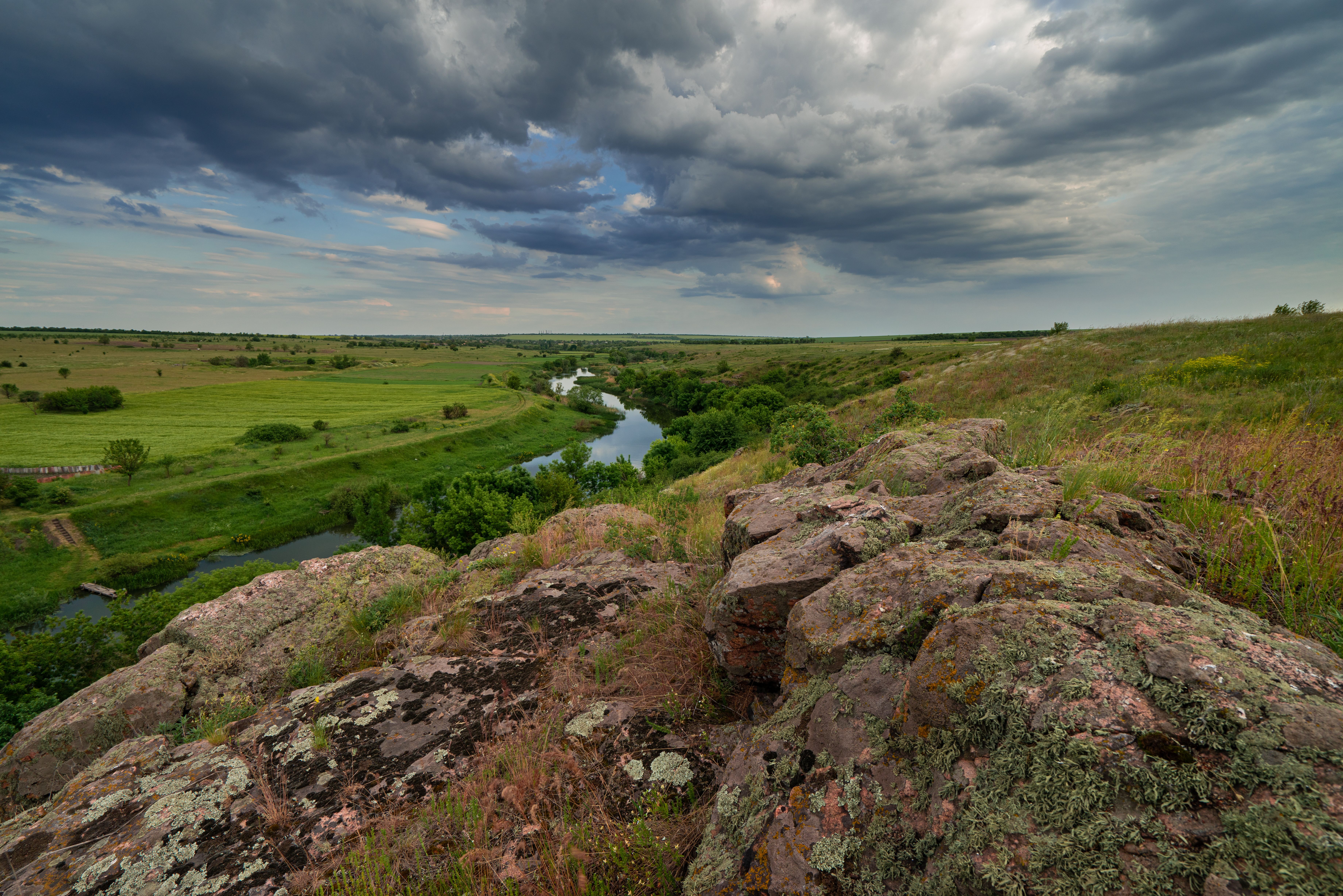
Заказник Інгулецький степ

Природні території (акваторії) з метою збереження і відтворення природних комплексів чи їх окремих компонентів. Заказників на території України 2632. Вони займають площу понад 1 млн га, що становить 37% від загальної площі природно-заповідного фонду України.

### Пам'ятки природи
Окремі унікальні природні утворення, що мають особливе природоохоронне, наукове, естетичне і пізнавальне значення, з метою збереження їх у природному стані. Їх в Україні 3025

### Заповідні урочища
Лісові, степові, болотні та інші відокремлені цілісні ландшафти, що мають важливе наукове, природоохоронне і естетичне значення, з метою збереження їх у природному стані.

## Штучно створені об'єкти

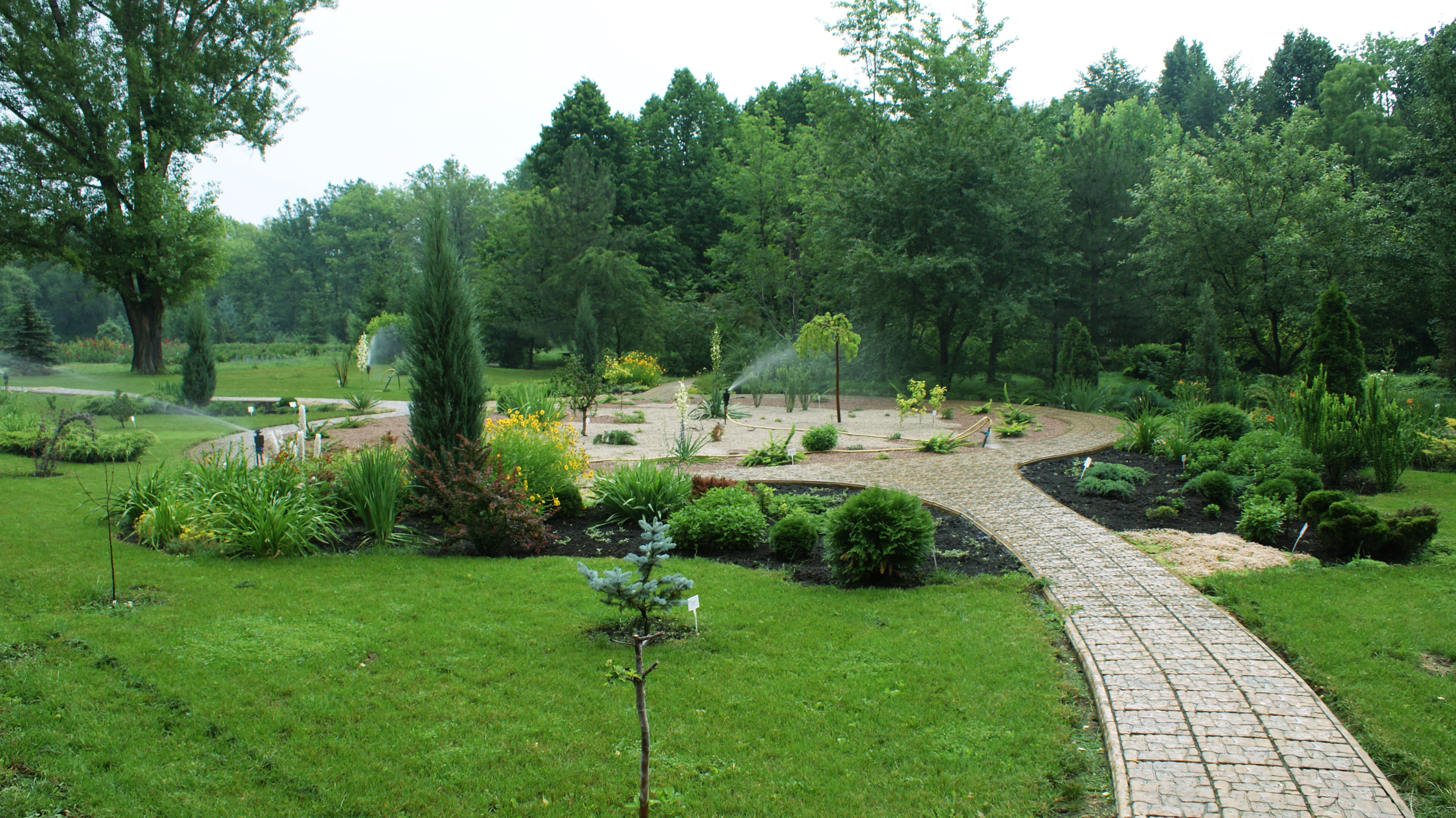
Донецький ботанічний сад НАН України

1. Ботанічні сади — об‘єкти, що створюються з метою збереження, вивчення, акліматизації, розмноження в спеціально створених умовах та ефективного господарського використання рідкісних і типових видів місцевої і світової флори шляхом створення, поповнення та збереження ботанічних колекцій, ведення наукової, навчальної і освітньої роботи.
2. Дендрологічні парки створюються з метою збереження і вивчення у спеціально створених умовах різноманітних видів дерев і чагарників та їх композицій для найефективнішого наукового, культурного, рекреаційного та іншого використання.
3. Зоологічні парки створюються з метою організації екологічної освітньо-виховної роботи, створення експозицій рідкісних, екзотичних та місцевих видів тварин, збереження їх генофонду, вивчення дикої фауни і розробки наукових основ її розведення у неволі.

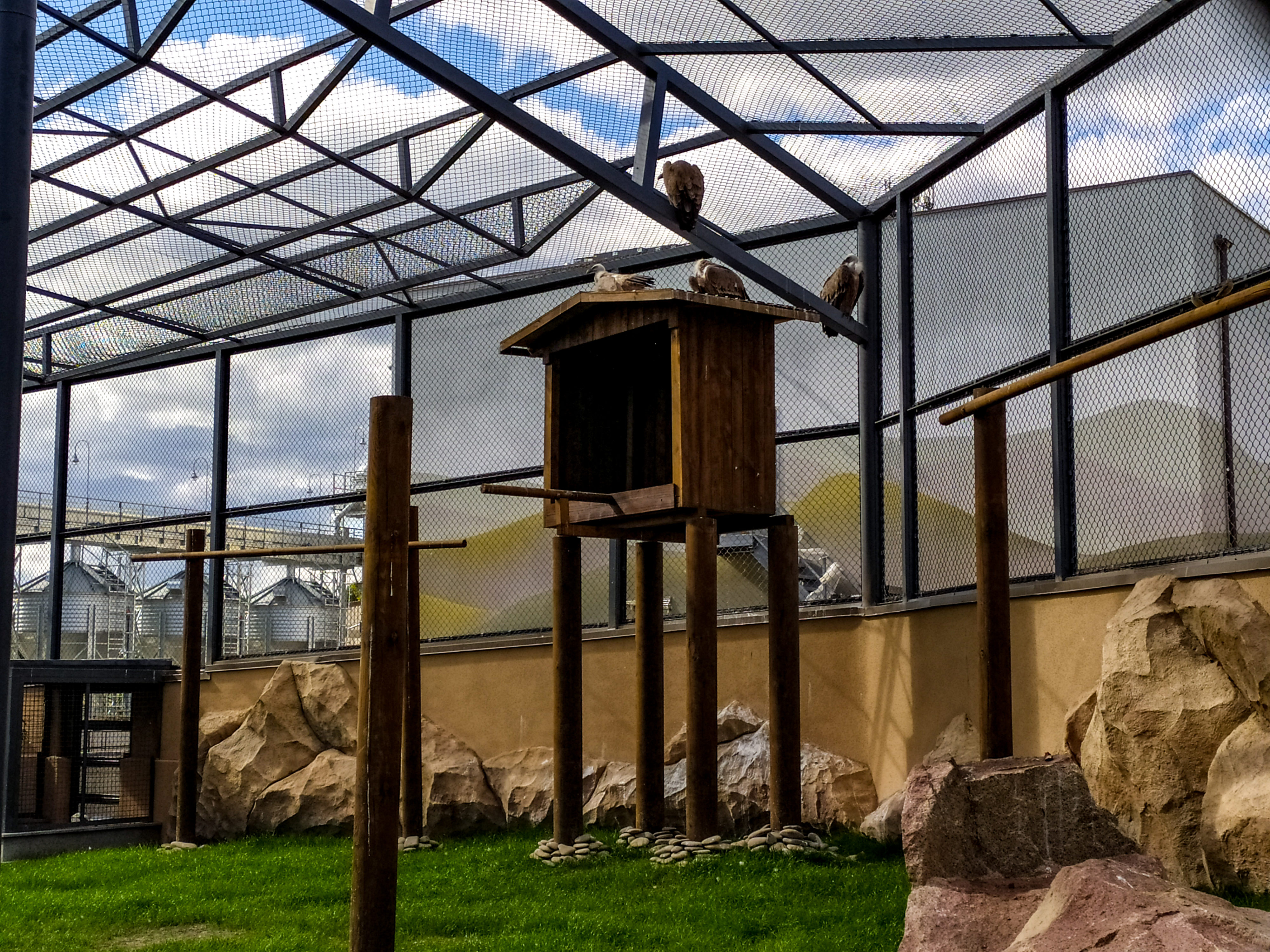
Харківський зоопарк

1. Парки-пам'ятки садово-паркового мистецтва — найбільш визначні та цінні зразки паркового будівництва з метою охорони їх і використання в естетичних, виховних, наукових, природоохоронних та оздоровчих цілях.

## Категорії природно-заповідного фонду, запроваджені у окремих регіонах
У 2009 р., згідно ч. 4 ст. 3 Закону України «Про природно-заповідний фонд України», Верховна Рада АРК встановила додаткову категорію територій та об'єктів природно-заповідного фонду місцевого значення в Автономній Республіці Крим — ландшафтно-рекреаційний парк (Постанова ВР АРК від 18.11.2009 р. № 1456-5/09).
Зонування та режим використання території ЛРП схожий з іншим заповідним об'єктом — регіональним ландшафтним парком, але рекреаційна функція більш виражена.